# Interferometria SAR Terrestre
L'Interferometria SAR Terrestre (TInSAR) è una tecnica di monitoraggio da remoto degli spostamenti (telerilevamento) di versanti, scarpate in roccia, edifici vulcanici, frane, edifici infrastrutture ecc. La tecnica SAR (Synthetic Aperture Radar) permette di ottenere immagini radar bidimensionali dello scenario irradiato con elevate risoluzioni sia nella direzione congiungente strumento/scenario, che in azimut (direzione ortogonale a quella di range nel piano orizzontale). Essa rappresenta una branca della famiglia dell'interferometria differenziale SAR (DInSAR).
Nell'interferometria terrestre l'apertura sintetica viene riprodotta attraverso un sensore radar che si sposta lungo un binario emettendo e ricevendo un segnale, con frequenza nel campo delle microonde, attraverso apposite antenne. Dalla differenza di fase dei singoli pixel che costituiscono due immagini radar acquisite ad intervalli temporali diversi è possibile calcolare gli spostamenti subiti dal singolo pixel.
Gli spostamenti vengono calcolati con un'accuratezza da millimetrica a sub-millimetrica in funzione di specifiche condizioni locali e atmosferiche.
Il punto di forza di questa tecnica è il fatto che le onde radio a differenza del visibile e degli infrarossi penetrano le nuvole atmosferiche, inoltre possono essere usate anche di notte.
L'InSAR estende le possibilità degli scienziati di monitorare delle situazioni spesso poco accessibili, a differenza delle tecniche tradizionali di rilevamento l'InSAR produce mappe di deformazioni enormi con una scala centimetrica anche in situazioni pericolose come un'eruzione vulcanica.

## Riferimenti
- inSAR uno strumento per visualizzare la deformazione della superficie terrestre

- InSAR—Satellite-based technique captures overall deformation "picture" Archiviato il 20 luglio 2018 in Internet Archive. USGS InSAR